# Rescuers Hills
Rescuers Hills är en kulle i Antarktis. Den ligger i Sydshetlandsöarna. Argentina, Chile och Storbritannien gör anspråk på området. Toppen på Rescuers Hills är 25 meter över havet.
Terrängen runt Rescuers Hills är kuperad. Havet är nära Rescuers Hills österut. Trakten är glest befolkad. Närmaste befolkade plats är Commandante Ferraz Station, 10,6 kilometer norr om Rescuers Hills. 